# Radhanpur
Radhanpur è una suddivisione dell'India, classificata come municipality, di 32.076 abitanti, situata nel distretto di Patan, nello stato federato del Gujarat. In base al numero di abitanti la città rientra nella classe III (da 20.000 a 49.999 persone).

## Geografia fisica
La città è situata a 23° 49' 60 N e 71° 35' 60 E e ha un'altitudine di 26 m s.l.m..

## Società

### Evoluzione demografica
Al censimento del 2001 la popolazione di Radhanpur assommava a 32.076 persone, delle quali 16.743 maschi e 15.333 femmine. I bambini di età inferiore o uguale ai sei anni assommavano a 4.854, dei quali 2.564 maschi e 2.290 femmine. Infine, coloro che erano in grado di saper almeno leggere e scrivere erano 18.565, dei quali 11.308 maschi e 7.257 femmine.